# Blas Riveros
Blas Miguel Riveros Galeano (Itauguá, Departamento Central, Paraguay, 3 de febrero de 1998) es un futbolista paraguayo. Juega como defensa o centrocampista y su equipo actual es el Club Cerro Porteño de la Primera División de Paraguay

## Trayectoria

### Club Olimpia
Blas fue ascendido para comenzar el año 2015 con el plantel absoluto de Olimpia. En el Torneo Apertura, debutó como profesional, fue en la fecha 19 el 13 de mayo de 2015, ingresó al minuto 46 por Claudio Vargas, jugó el segundo tiempo contra Deportivo Santaní y ganaron 2 a 1. Riveros disputó su primer partido en el Estadio Manuel Ferreira ante más de 4200 espectadores, el técnico Francisco Arce lo mandó a la cancha con 17 años y 99 días. Fue titular por primera vez el 16 de mayo, jugó los 90 minutos contra Sportivo Luqueño y ganaron 1 a 0.
Olimpia finalizó el torneo en quinta posición, Blas estuvo presente en 4 oportunidades.
Para el Torneo Clausura, continuó su adaptación en el fútbol profesional, por lo que no tuvo tanta continuidad. Disputó 5 partidos, hasta que viajó con la selección sub-17 de Paraguay al Mundial en Chile en octubre. Cuando regresó no tuvo minutos pero Olimpia logró el título, tras vencer en un desempate a Cerro Porteño.
Riveros finalizó su primera temporada con 9 presencias, de las cuales ganó 7 veces, empató 1 y perdió la restante.
Ya en su segunda temporada, comenzó el año en el banco de suplentes, pero en la fecha 9 jugó su primer partido del Torneo Apertura, fue titular el 4 de marzo de 2016 para enfrentar a Guaraní, estuvo en cancha los 90 minutos y ganaron 2 a 0.
Debutó a nivel internacional de clubes el 8 de marzo, el mismo día que fue convocado por primera vez a la selección mayor de Paraguay, jugó como titular en la fecha 3 de la fase de grupos de la Copa Libertadores 2016, su rival fue Emelec, al minuto 20 Riveros anotó su primer gol oficial y finalmente empataron 2 a 2.
Varios clubes europeos se interesaron por Riveros, como Benfica, Barcelona y Manchester United.
Finalmente, no clasificaron a octavos de final de la Libertadores, al quedar en tercer lugar del grupo. Riveros jugó 3 partidos, todos como titular los 90 minutos.
En el plano local, disputó 10 partidos del Torneo Apertura, fue titular y completó los 90 minutos en cada uno, recibió dos tarjetas amarillas. Hasta que tuvo una oferta desde Europa, la posibilidad de dar el salto en su carrera.

### F. C. Basilea
El FC Basilea, uno de los clubes más importantes de Suiza, fichó a Blas. El miércoles 4 de mayo de 2016, firmó contrato con el club por cinco años, pagaron 2 millones de dólares por el 85% de su pase. El debut oficial de Blas se produjo el 18 de agosto de 2016, en el encuentro correspondiente a la segunda ronda de la copa nacional, jugó los 90 minutos contra Zug 94 y ganaron 1  a 0.
Con el correr de los meses, Riveros se asentó en el equipo y comenzó a disputar más partidos, inclusive siendo titular, tanto en la Liga, como en la Copa Suiza, llegando a consagrarse campeón de la Superliga de Suiza 2016-17 en abril de 2017, habiendo disputado ya 8 partidos en el equipo. También, en mayo de 2017, se consagra campeón de la Copa Suiza 2016/2017, luego de que el Basel derrote por 3 a 0 al Football Club Sion.
En el plano internacional, el 12 de septiembre del mismo año, debuta oficialmente por Liga de Campeones de la UEFA en la derrota por 3 a 0 del Basilea ante el Manchester United en Inglaterra. Dos semanas más tarde, el 27 de septiembre, marca su primer gol en el Basel, anotando el último tanto en la goleada por 5 a 0 de su club al Benfica en Suiza, partido correspondiente a la segunda jornada del Grupo A de la Liga de Campeones de la UEFA 2017-18. Este gol, además, fue su primer gol internacional en Europa y en Liga de Campeones de la UEFA; por otro lado, con este tanto, Riveros se convirtió en el octavo jugador paraguayo en la historia en anotar por Champions.

### Brøndby
El de octubre de 2020 el Brøndby IF anunció su firma en un contrato de cuatro años. Hizo su debut con el club el 5 de noviembre en un partido de la Copa de Dinamarca contra el Ledøje-Smørum Fodbold, contribuyendo de inmediato con una asistencia al gol decisivo de Simon Hedlund en la victoria por 1-0. En su debut en la Superliga danesa el 8 de noviembre, marcó el primer gol en la victoria en casa por 3-1 sobre OB, pero sufrió una lesión en la rodilla en la segunda mitad tras chocar con Ryan Laursen. Más tarde, las pruebas confirmaron que se había desgarrado el ligamento cruzado posterior y el ligamento colateral medial, lo que lo mantuvo al margen durante unos 12 meses.

### Talleres de Córdoba
El 1 de septiembre de 2023, se confirmó su incorporación al equipo Talleres de Córdoba, que compite en la Primera División de Argentina, tras rescindir su contrato con el Brøndby IF, por un acuerdo que ascendió a 834 mil euros.

## Selección nacional

### Juveniles
Blas ha sido internacional con la selección de Paraguay en las categorías juveniles sub-17 y sub-20.
Debutó oficialmente el 14 de enero de 2015 ante Venezuela en el Sudamericano Sub-17, fue titular y ganaron 3 a 2. En la fase de grupos terminaron en primer lugar, por arriba de Brasil y Colombia. En el hexagonal final, Paraguay no tuvo un rendimiento regular, el último partido lo jugaron contra Uruguay, el único resultado que les servía para clasificar al Mundial era ganar y luego de un reñido encuentro lograron el triunfo por 2 a 1. La selección clasificó a la Copa Mundial de Fútbol Sub-17 de 2015, con sede en Chile. Blas estuvo presente en 9 partidos, todos como titular, utilizó la camiseta número 4.
El 27 de septiembre el técnico Carlos Jara Saguier convocó a Riveros para jugar el Mundial Sub-17.
Debutó a nivel mundial el 20 de octubre de 2015, jugó como titular contra Siria en el primer partido del grupo y ganaron 4 a 1. El segundo encuentro fue contra Francia, la campeona de Europa de la categoría, fue un partido parejo en el que perdieron 4 a 3, Blas jugó los 90 minutos. En el último partido del grupo, contra Nueva Zelanda, estuvo en el banco de suplentes e ingresó en los minutos finales, perdieron 2 a 1 y quedaron eliminados de la Copa Mundial. Riveros utilizó la camiseta número 4 y estuvo presente en los 3 partidos que disputó Paraguay.
Al año siguiente, fue convocado por la selección sub-20 para comenzar los entrenamientos. El 4 de marzo de 2016 jugaron una práctica contra un seleccionado de la Liga Agrícola de Fútbol, Blas estuvo en el primer equipo y ganaron 1 a 0.
Continuó entrenando pero no pudo jugar los cuatro primeros partidos amistosos contra Uruguay, debido a su compromiso con Olimpia.

#### Participaciones en juveniles
| Competición                            | Sede     | Resultado      | Partidos | Goles |
| -------------------------------------- | -------- | -------------- | -------- | ----- |
| Campeonato Sudamericano Sub-17 de 2015 | Paraguay | Cuarto puesto  | 9        | 25    |
| Copa Mundial Sub-17 de 2015            | Chile    | Fase de grupos | 3        | 78    |

### Absoluta
El 8 de marzo de 2016, fue convocado por primera vez por Ramón Díaz, técnico de la selección absoluta de Paraguay, para estar a la orden en las fechas 5 y 6 de la clasificación al Mundial 2018.
Entrenó por primera vez el 21 de marzo, junto a jugadores como Roque Santa Cruz, Lucas Barrios y Paulo Da Silva, en la ciudad de Guayaquil.
El 29 de abril fue reservado, en un plantel preliminar de la Copa América Centenario. Fue confirmado el 9 de mayo en el plantel definitivo, para disputar la Copa América.
Debutó con la selección el 28 de mayo, a pesar de ser su primer partido fue titular con la camiseta número 13, estuvo los 90 minutos en un amistoso contra México en el Georgia Dome ante más de 63.000 espectadores, pero perdieron 1 a 0.

#### Participaciones en copas continentales
| Competición                  | Sede           | Resultado      | Partidos | Goles |
| ---------------------------- | -------------- | -------------- | -------- | ----- |
| Copa América Centenario 2016 | Estados Unidos | Fase de grupos | 0        | 0     |

## Estadísticas

### Clubes
Actualizado al 17 de septiembre de 2023.
| Club Olimpia Paraguay | 1.ª           | 2015          | 9   | 0 | 0  | 0 | 0  | 0 | 9   | 0 |
| Club Olimpia Paraguay | 1.ª           | 2016          | 11  | 0 | 0  | 0 | 3  | 1 | 14  | 1 |
| Club Olimpia Paraguay | Total club    | Total club    | 20  | 0 | 0  | 0 | 3  | 1 | 23  | 1 |
| F. C. Basilea · Suiza | 1.ª           | 2016-17       | 8   | 0 | 2  | 0 | 0  | 0 | 10  | 0 |
| F. C. Basilea · Suiza | 1.ª           | 2017-18       | 25  | 1 | 2  | 0 | 5  | 1 | 32  | 2 |
| F. C. Basilea · Suiza | 1.ª           | 2018-19       | 19  | 2 | 2  | 0 | 1  | 0 | 22  | 2 |
| F. C. Basilea · Suiza | 1.ª           | 2019-20       | 18  | 0 | 3  | 0 | 7  | 0 | 28  | 0 |
| F. C. Basilea · Suiza | 1.ª           | 2020-21       | 1   | 0 | 0  | 0 | 0  | 0 | 1   | 0 |
| F. C. Basilea · Suiza | Total club    | Total club    | 71  | 3 | 9  | 0 | 13 | 1 | 93  | 4 |
| Brøndby I. F. Dinamarca | 1.ª           | 2020-21       | 1   | 1 | 0  | 0 | 0  | 0 | 1   | 1 |
| Brøndby I. F. Dinamarca | 1.ª           | 2021-22       | 18  | 0 | 3  | 0 | 4  | 0 | 25  | 0 |
| Brøndby I. F. Dinamarca | 1.ª           | 2022-23       | 25  | 0 | 1  | 0 | 4  | 1 | 30  | 1 |
| Brøndby I. F. Dinamarca | 1.ª           | 2023-24       | 5   | 0 | 0  | 0 | 0  | 0 | 5   | 0 |
| Brøndby I. F. Dinamarca | Total club    | Total club    | 49  | 1 | 4  | 0 | 8  | 1 | 0   | 2 |
| Talleres de Córdoba Argentina | 1.ª           | 2023          | 38  | 0 | 3  | 0 | 7  | 0 | 48  | 0 |
| Talleres de Córdoba Argentina | Total club    | Total club    | 38  | 0 | 3  | 0 | 3  | 0 | 48  | 0 |
| Total carrera | Total carrera | Total carrera | 195 | 4 | 16 | 0 | 31 | 3 | 178 | 7 |
| (1)Incluidos los datos de la Copa Suiza y de la Copa de Dinamarca (2)Incluidos los datos de la Copa Libertadores, de la Liga de Campeones de la UEFA, de la Liga de Europa de la UEFA y de la Liga Europa Conferencia de la UEFA |               |               |     |   |    |   |    |   |     |   |

### Selección nacional
Actualizado al 28 de mayo de 2016.
Último partido citado: México 1 - 0 Paraguay
| Sub-17 Paraguay | 2014-15       | 9 | 0 | - | - | 0 | 0 | 9  | 0 |
| Sub-17 Paraguay | 2015-16       | - | - | 3 | 0 | 0 | 0 | 3  | 0 |
| Sub-17 Paraguay | Total sel.    | 9 | 0 | 3 | 0 | 0 | 0 | 12 | 0 |
| Absoluta Paraguay | 2015-16       | 0 | 0 | - | - | 1 | 0 | 1  | 0 |
| Absoluta Paraguay | Total sel.    | 0 | 0 | - | - | 1 | 0 | 1  | 0 |
| Total carrera | Total carrera | 9 | 0 | 3 | 0 | 1 | 0 | 13 | 0 |
| (1)Incluidos los datos del Campeonato Sudamericano Sub-17 (2015) (2)Incluidos los datos de la Copa Mundial Sub-17 (2015) |               |   |   |   |   |   |   |    |   |

## Palmarés

### Títulos nacionales
| Título                 | Club          | País      | Año     |
| ---------------------- | ------------- | --------- | ------- |
| Torneo Clausura        | Club Olimpia  | Paraguay  | 2015    |
| Superliga de Suiza     | F. C. Basilea | Suiza     | 2016-17 |
| Copa de Suiza          | F. C. Basilea | Suiza     | 2016-17 |
| Copa de Suiza          | F. C. Basilea | Suiza     | 2018-19 |
| Superliga de Dinamarca | Brøndby IF    | Dinamarca | 2020-21 |